# Instituto Hondureño de Geología y Minas
El Instituto Hondureño de Geología y Minas, es el ente estatal de la República de Honduras, ejecutor de la Política Nacional del sector minero y responsable de realizar investigación científica en el ámbito de las geo-ciencias y minería, se identifica con las siglas "INHGEOMIN". Fue creado el 23 de abril de 2013, como un ente desconcentrado del Estado, dependiente de la Presidencia de la República.  

## Historia
En año 2013 el Congreso Nacional de Honduras crea la nueva Ley General de Minería mediante Decreto Legislativo Número 238-2012, de fecha 23 de enero del 2013, publicada en "La Gaceta", Diario Oficial de la República de fecha 2 de abril de 2013 y, en su Artículo 112, crea el Instituto Hondureño de Geología y Minas (INHGEOMIN) el cual sustituye a la Dirección Ejecutiva de Fomento a la Minería en Honduras (DEFOMIN), creada en 1999. 
Mediante Acuerdo Ejecutivo número 042-2013 de fecha 4 de septiembre el presidente de la República decreta aprobar el Reglamento de la Ley General de Minería. La nueva legislación incluye la normatividad relativa a la pequeña minería y minería artesanal, que no fueron reguladas en las leyes anteriores; así como un apartado fuerte al enfoque social, ambiental y de fiscalización. 

## La Nueva Autoridad Minera de Honduras
El Instituto Hondureño de Geología y Minas (INHGEOMIN) , es la Autoridad Minera de Honduras, entidad encargada del otorgamiento de derechos y la aplicación de la normativa en materia minera en el país, asimismo actúa como ejecutor de la Política Nacional del sector minero en general, con facultad de desarrollar programas, proyectos y planes y de crear las unidades administrativas, técnicas y operativas necesarias, para cumplir con la legislación. 

## Atribuciones de la Autoridad Minera
El INHGEOMIN funciona como un ente desconcentrado del Estado, dependiente de la Presidencia de la República, con domicilio en la capital de la República, ejerciendo con independencia técnica, administrativa y presupuestaria las funciones que de acuerdo a ley debe cumplir. Está dotado de la capacidad legal necesaria para emitir los actos, celebrar contratos y comparecer ante los Tribunales de la República, todo ello en el ejercicio de su competencia.
La atribuciones de la autoridad minera incluyen la de proponer, dirigir, ejecutar y supervisar la Política Minera del país; otorgar, modificar y extinguir derechos mineros; asimismo es responsable de consolidar, sistematizar, divulgar y mantener disponible en un banco de datos permanente y actualizado, información sobre los recursos minerales del país, a través de un plan de publicaciones, biblioteca abierta y disponibilidad de archivos digitales, todo lo anterior mediante la investigación científica en el ámbito de las geo-ciencias y minería. De conformidad con la legislación nacional también tiene la potestad de realizar y suscribir convenios y contratos, a través de Alianzas Público-Privada para el desarrollo de Proyectos Mineros. 

## Estructura Organizativa de la Autoridad Minera de Honduras
El INHGEOMIN está encabezado por un Director Ejecutivo, quien es elegido por la Presidencia de la República Honduras. Bajo su  bajo su línea jerárquica, existen dos Subdirectores, uno de Minería y otro de Investigación e Información. 
La Estructura Orgánica de la Autoridad Minera en Honduras es la siguiente: 
Nivel superior: Dirección Ejecutiva 
Nivel ejecutivo: Sub-dirección de Minería, Sub-dirección de Investigación e Información Minera. 
Unidades Operativas: Registro Minero y Catastral, Minas y Geología, Ambiente y Seguridad, Fiscalización Minera, Desarrollo Social, Minería Artesanal y Pequeña Minería (MAPE), Investigación y Laboratorio. 

## Funciones
- Proponer, dirigir, ejecutar y supervisar la Política Minera;
- 0torgar, modificar y extinguir derechos mineros y otras obligaciones mineras de conformidad con la Ley General Minera
- Consolidar en un sistema de cuadrículas el área cubierta por los derechos mineros;
- Fiscalizar, en coordinación con los organismos competentes de las Secretarias de Estado en los Despachos de Trabajo y Seguridad Social, de Salud y las Unidades Municipales Ambientales (UMA), el cumplimiento de las normas de higiene y seguridad de las empresas que realicen actividades mineras;
- Fiscalizar en coordinación con los organismos competentes de la Secretaría de Estado en los  despachos de Recursos Naturales y Ambiente (SERNA), el cumplimiento de las normas de protección, restauración y manejo sostenible del ambiente, por las empresas titulares de derechos mineros;
- Consolidar, sistematizar, divulgar y mantener disponible en un banco de datos permanente y actualizado, información sobre los recursos minerales del país, a través de un plan de publicaciones, biblioteca abierta y disponibilidad de archivos digitales;
- Realizar Investigación científica en el ámbito de las geo-ciencias y minería;
- Adquirir, potenciar y difundir el conocimiento científico y tecnológico relacionado con las actividades del Instituto, mediante la gestión y apoyo a planes, programas y proyectos de investigación, formación y desarrollo, proponiendo la correspondiente política de Investigación Científica, Desarrollo e Innovación Tecnológica, en las materias de competencia del Instituto, en consonancia con el Plan de Nación y Visión de País;
- Realizar y suscribir convenios y contratos, a través de Alianzas Público-Privada para el desarrollo de Proyectos Mineros;
- Delimitar áreas para minería artesanal a solicitud de las municipalidades de acuerdo a lo establecido en el Artículo 90 de esta Ley;
- Elaborar el Reglamento del Régimen de la Carrera Minera; y,
- Las demás que le confiere la Constitución de la República; Tratados Internacionales en la materia, la presente Ley y su Reglamento

## Investigación y generación de Información Geológica-Minera
Por su ubicación geográfica y constitución geológica, Honduras es el país de América Central con mayor potencial minero, heredero de una corteza continental bien desarrollada que dispone de abundantes riquezas minerales; metálicos tales como: oro, plomo, zinc, plata, antimonio, mercurio, óxidos de hierro, uranio, telurio, cobre, ; reservas de sustancias no metálicas, entre ellas: calizas, mármoles, yeso bentonitas, caolín, perlitas, granitos y gran cantidad de yacimientos de piedras y arenas (agregados de construcción); piedras semipreciosas como el ópalo, zeolitas, cuarzos de diferentes tipos, obsidianas, ónix, malaquita. A pesar de su potencial geológico, Honduras cuenta con una cartografía obsoleta y ausencia de programa de desarrollo geológico, solo aproximadamente en el 9 % del territorio nacional se tiene un mapeo geológico a escala 1:50,000. 
En el año 2019, Honduras fue elegido como país sede de la XXV Asamblea General Ordinaria de la Asociación de Servicios de Geología y Minería Iberoamericanos (ASGMI), bajo el lema “Servicios Geológicos: Instituciones Públicas, para el desarrollo sostenible”.  El Gobierno de Honduras anunció que el desarrollo de este evento propició espacios donde Gobierno, Academia e Investigadores tuvieron un acercamiento, que sirva de base para que INHGEOMIN construya la ruta de Honduras para potenciar la Política de Investigación Científica, en el ámbito de las geo-ciencias.
A la fecha el instituto es una de las 22 instituciones que integran la Asociación de Servicios de Geología y Minería Iberoamericanos (ASGMI) y participa activamente en mesas técnicas con la función de generar información científica en el ámbito de las geocienciencias y minería. Las 11 mesas, corresponden a distintas temáticas en pro de mejorar los servicios de los países miembros, las mesas son las siguientes: Geoquímica, Geología Regional y Cartografía Geológica, Patrimonio Geológico/Red de Museos, Pasivos Ambientales Mineros, Minería Artesanal e Informal, Metalogenia y Recursos Minerales, Riesgo Geológico, Hidrogeología, Sistemas de Información Geográfica y Cooperación Internacional.
--🚫No edites estas líneas. La lista de fuentes que CITASTE estarán en la sección "Referencias".-->